# Berke Barna
Berke Barna (Berettyóújfalu, 1966. március 19. – 2021. augusztus 1.) magyar jogász, az Európai Unió Törvényszékének bírája, az Igazságügyi Minisztérium államtitkára (2014–2016).

## Életpályája
Gyermekkorát Körösszegapátiban töltötte. 
1990-ben kapott jogi diplomát a budapesti ELTE Állam- és Jogtudományi Karán. Ezután a Stockholmi Egyetemen 1995-ben Master of Laws fokozatot szerzett. Ezt követően ügyvéd volt, a Budapesti Ügyvédi Kamara tagjaként. Magyarország európai uniós csatlakozása során jogi tanácsadóként működött közre. Éveken át volt az Alkotmánybíróság elnökének tanácsadója (1994–1996 és 2002–2004 között). 
2000-ben lett a Gazdasági Versenyhivatal elnökhelyettese, majd ezzel egyidejűleg a Versenytanács elnöke lett (2002-ig). 2008 és 2014 között választottbíró a Pénz- és Tőkepiaci Állandó Választottbíróságon. A budapesti Eötvös Loránd Tudományegyetemen tanársegéd (1990–1994); adjunktus (1995–1999), majd óraadó oktató (2003–2016) volt. 
2014 és 2016 között az Igazságügyi Minisztérium európai uniós és nemzetközi igazságügyi együttműködésért felelős államtitkára volt. Eközben főszerkesztő-helyettese volt a Fontes Iurisnak, az Igazságügyi Minisztérium szakmai folyóiratának.
2016. szeptember 19-től  az Európai Unió Törvényszékének  bírája volt.

## Főbb művei
- Berke Barna–Papp Mónika: Az Európai Unió versenyjoga; ELTE Eötvös, Bp., 2013 (ELTE jogi kari tankönyvek)
- Az új nemzetközi magánjogi törvény alapjai. Kodifikációs előtanulmányok, 1-2.; szerk. Berke Barna, Nemessányi Zoltán; HVG-ORAC, Bp., 2016